# Supersport-VM 2014
Supersport-VM 2014 arrangerades av Internationella motorcykelförbundet. Världsmästerskapet avgjordes över 11 omgångar. Säsongen inleddes den 23 februari i Australien och avslutades den 2 november i Qatar. Supersport kördes vid samma tävlingshelger som Superbike-VM 2014 utom i USA 17 juli då Supersport inte deltog. Holländaren Michael van der Mark på Honda blev världsmästare. Honda vann också världsmästerskapet för konstruktörer.

## Tävlingskalender och heatsegrare
| Datum | Bana           | Vinnare              | Märke     |
| ----- | -------------- | -------------------- | --------- |
| 23/2  | Phillip Island | Jules Cluzel         | MV Agusta |
| 13/4  | Aragón         | Kenan Sofuoğlu       | Kawasaki  |
| 27/4  | Assen          | Michael van der Mark | Honda     |
| 11/5  | Imola          | Lorenzo Zanetti      | Honda     |
| 25/5  | Donington      | Michael van der Mark | Honda     |
| 8/6   | Sepang         | Michael van der Mark | Honda     |
| 22/6  | Misano         | Jules Cluzel         | MV Agusta |
| 6/7   | Portimão       | Michael van der Mark | Honda     |
| 7/9   | Jerez          | Michael van der Mark | Honda     |
| 21/9  | Moskva         | Inställd             |           |
| 5/10  | Magny-Cours    | Jules Cluzel         | MV Agusta |
| 19/10 | Welkom         | Inställd             |           |
| 2/11  | Losail         | Michael van der Mark | Honda     |

Deltävlingen i Ryssland som skulle köras 21 september ströks på grund av det politiska läget, meddelade arrangörerna 12 april. Antalet deltävlingar blev därmed 12. Därefter ströks deltävlingen i Sydafrika eftersom banan inte klarade FIM:s krav.

## Mästerskapsställning
Slutställning efter 11 deltävlingar:
1. Michael van der Mark, 230 p. Klar världsmästare efter 9 deltävlingar.
2. Jules Cluzel, 148 p.
3. Florian Marino, 125 p.
4. Lorenzo Zanetti, 112 p.
5. Kev Coghlan, 105 p.
6. Patrick Jacobsen, 99 p.
7. Roberto Rolfo, 97 p.
8. Kenan Sofuoğlu, 94 p.
9. Ratthapark Wilairot, 70 p.
10. Raffaele De Rosa, 70 p.
11. Roberto Tamburini, 70 p.
12. Jack Kennedy, 56 p.

31 förare tog VM-poäng.